# Journée internationale de la danse
La Journée internationale de la danse est une journée internationale et une manifestation culturelle mise en place en 1982 par le Conseil international de la danse (CID) auprès de l’UNESCO, et  l’Institut international du théâtre (ITI). Elle est célébrée le 29 avril de chaque année. La date du 29 avril a été choisie pour commémorer l’anniversaire de  Jean-Georges Noverre (1727-1810), créateur du ballet moderne.

## Objectif de la Journée de la Danse
L'objectif principal de la Journée Internationale de la Danse est de sensibiliser le public à la danse en tant que forme d'art, moyen d'expression culturelle et outil d'éducation. Elle encourage les gouvernements et institutions éducatives du monde entier à intégrer la danse dans les systèmes éducatifs, de l'école primaire à l'enseignement supérieur.
Le CID souhaite, à travers cette journée, non seulement promouvoir la beauté artistique de la danse, mais aussi la rendre accessible à tous, indépendamment de l'âge, du sexe ou du contexte culturel.
Bien que la danse soit une composante essentielle de la culture humaine, elle demeure sous-estimée par les institutions officielles. En 2003, le Président du CID, Alkis Raftis, déclarait : « Dans près de 200 pays du monde, plus de la moitié ne mentionnent pas la danse dans leurs textes législatifs. Aucun budget gouvernemental ne lui est attribué. L'éducation à la danse, publique ou privée, est pratiquement inexistante. »

## Messages de l'UNESCO
En 2020, à l'occasion de la Journée internationale de la danse, la Directrice générale de l'UNESCO, Audrey Azoulay, a publié un message spécial soulignant l'importance de la danse pour l'humanité.
En 2003, Koïchiro Matsuura, Directeur général de l'UNESCO, a adressé un discours pour la Journée internationale de la danse et a rendu hommage à la célèbre danseuse cubaine Alicia Alonso le titre d'Ambassadtrice de bonne volonté de l'UNESCO.
En 2014, Christian Manhart, Directeur de la section des musées et de la créativité de l'UNESCO, a également adressé un message spécial.

## Historique
Chaque année, le CID publie un message officiel de la Journée internationale de la danse, traduit en plusieurs langues et diffusé dans 170 pays, touchant plus de 150 000 professionnels de la danse.
Un(e) chorégraphe ou un(e) danseur(se) internationalement notoire est également invité à délivrer un message, diffusé à travers le monde. La personnalité est choisie par l’entité fondatrice de la Journée internationale de la danse.
Le but du message délivré lors de cette journée est de célébrer la danse, de révéler l’universalité de cette forme artistique, de dépasser les barrières politiques, culturelles et ethniques et de rassembler les gens autour du langage commun de la danse.
Les auteurs du « Message international pour la Journée de la danse » ont été:
- 1982 : Henrik Neubauer
- 1983 : Pas de message délivré
- 1984 : Iouri Grigorovitch
- 1985 : Robert Joffrey
- 1986 : Chetna Jalan
- 1987 : Bureau du Comité de la danse
- 1988 : Robin Howard
- 1989 : Doris Laine
- 1990 : Merce Cunningham
- 1991 : Hans Van Manen
- 1992 : Germaine Acogny
- 1993 : Maguy Marin
- 1994 : Dai Ailian
- 1995 : Murray Louis
- 1996 : Maïa Plissetskaïa
- 1997 : Maurice Béjart
- 1998 : Kazuo Ohno
- 1999 : Mahmoud Reda
- 2000 : Alicia Alonso, Jiří Kylián, Cyrielle Lesueur
- 2001 : William Forsythe
- 2002 : Katherine Dunham
- 2003 : Mats Ek
- 2004 : Stephen Page
- 2005 : Miyako Yoshida
- 2006 : le roi Norodom Sihamoni du Cambodge
- 2007 : Sasha Waltz
- 2008 : Gladys Agulhas
- 2009 : Akram Khan
- 2010 : Julio Bocca
- 2011 : Anne Teresa De Keersmaeker
- 2012 : Sidi Larbi Cherkaoui
- 2013 : Hwai-min Linn
- 2014 : Mourad Merzouki
- 2015 : Israel Galvan
- 2016 : Lemi Ponifasio
- 2017 : Trisha Brown
- 2018 : Salia Sanou, Georgette Gebara, Willy Tsao, Ohad Naharin et Marianela Boan
- 2019 : Karima Mansour
- 2020 : Gregory Vuyani Maqoma
- 2021 : Friedemann Vogel

## Célébrations
Des célébrations sont organisées à l'UNESCO et dans plusieurs villes du monde, comprenant spectacles, soirées de danse, forums, conférences, expositions, masterclasses et ateliers.
En 2006, la Journée Mondiale de la Danse a été célébrée en Asie centrale en collaboration avec le Kazakhstan, rassemblant des danseurs du Kazakhstan, du Kirghizistan, de l'Ouzbékistan et de la Russie pour des performances et compétitions.
En 2016 et 2017, l'Administration postale des Nations unies (UNPA) a émis des séries de timbres en hommage aux danses du monde.
En 2017, le CID a collaboré avec le Programme alimentaire mondial (PAM) pour lancer le projet "Danse contre la Faim", visant à promouvoir l'alimentation saine et sensibiliser au problème de la faim dans le monde, en offrant une aide alimentaire à 80 millions de personnes.